# 연애를 기대해
《연애를 기대해》는 2013년 9월 11일과 2013년 9월 12일에 KBS 2TV에서 방영된 수목드라마이다. 2부작 단막극이다.
닐슨코리아 시청률 조사 기준으로 1회 3.0% 2회 3.2%를 기록하였다.
하지만 20대 중반에 연애를 하면서 누구나 한번쯤 겪을만한 내용으로 구성하여 시청률로만 평가할 수 없는 가치가 있다는 평가를 받았고 그 결과 연말 연기대상에서 연작 단막극상을 수상하였다.

## 기획 의도
각양각색의 연애 스타일을 지닌, 톡톡 튀는 4명의 남녀가 연애를 하면서 벌어지는 다양한 사건들을 그린 드라마이다.

## 출연진
- 보아 - 주연애 역
- 최다니엘 - 차기대 역
- 김지원 - 최새롬 역
- 임시완 - 정진국 역
- 오정세 - 필립 역
- 박진주 - 서도경 역
- 김민영 - 은정 역
- 김해림 - 하연 역

## 경쟁작
- 투윅스 (MBC, 2013년 8월 7일 ~ 2013년 9월 26일)
- 주군의 태양 (SBS, 2013년 8월 7일 ~ 2013년 10월 3일)

## 수상
- 2013년 제6회 코리아 드라마 어워즈 여자 신인상 보아
- 2013년 KBS 연기대상 특집드라마 부문 남자 연작 단막극상 최다니엘
- 2013년 KBS 연기대상 특집드라마 부문 여자 연작 단막극상 보아